# Oste
Oste je řeka v německé spolkové zemi Dolní Sasko. Je dlouhá 153 km, překonává převýšení 31 metrů a její povodí má rozlohu 1711 km². Pramení nedaleko Tostedtu a vlévá se do estuáru Labe nedaleko Balje. Přítoky jsou Ramme, Aue, Twiste, Bever a Mehe.
Řeka je součástí turistické trasy Deutsche Fährstraße. Ve městě Osten vede přes řeku gondolový most Schwebefähre Osten–Hemmoor z roku 1909.
Řeka je splavná od města Bremervörde. Na dolním toku je zřetelný mořský příliv.
Kvalita vody je na úrovni II. Provozuje se zde rekreační rybolov, nejhojnější rybou je koruška evropská.